# مبارك بن علي الأحسائي
مبارك بن علي بن قاسم التميمي الأحسائي (ق. 1737 - ق. 1815 م) (1150 - 1230 هـ) عالم مسلم وفقيه مالكي وقاضي وكاتب سعودي من أهل القرن الثامن عشر الميلادي/ الثاني عشر الهجري. ولد في بلدة المبرَّز بالأحساء أيام إمارة الدرعية ونشأ بها في عائلة من بنو العنبر التميمية. أخذ عن عبد الرحمن بن حسين آل كثير، وعلي بن مبارك آل غنّام، وغيرهما. وبرز في العلوم الشرعية والعربية، وتصدّر للتدريس والإفتاء في موطنه. رحل إلى الحجاز واليمن والعراق، وباحث العلماء. أجبر على الإقامة بالدرعية بعد حوادث وقعة الشيط في 1796 لسنتين ونصف. وبعده عاد إلى الأحساء، ثمّ سار بعد ذلك إلى إمارة المنتفق في العراق العثماني حيث نزل عند شیخها حمود بن ثامر السعدون، حتى توفّي هناك. له أبناء وأحفاد برزوا مثله وهو جد أسرة الأحسائية المشهورة بـآل الشيخ مبارك. له عدة مؤلفات في الفقه.

## نسبه وأسرته
هو مبارك بن علي بن قاسم بن حمد النجدي بن سلطان بن هميلان. والدته هي فاطمة بنت زيد الدوسري. ينتسب مبارك الأحسائي إلى عمرو بن تميم ثم من بني جندب بن العنبر، ممن كان يسكن بلدة قفار أشهر بلدة في إقليم الجبل قِبَل مدينة حائل، فأنتقل قسم منهم يقال لهم آل مزروع حوالي القرن الثامن الهجري إلى روضة سدير والقارة وغيرها. والشيخ مبارك هو جد أسرة آل الشيخ مبارك المعروفين.

كان في صغره يدعى بريكان، وكانت أسرته تعرف بـآل حمد النجدي، ولكن بعد أن برز الشيخ مبارك وصار عالمًا وعلمًا، اشتهروا بـآل شيخ مبارك. وأولاده قصروا نسبتهم إليه لأنه علم بذاته فاشتهروا بـآل مبارك أولًا ثم آل الشيخ وأخيرًا آل الشيخ مبارك للتمييز عن آل الشيخ
 النجدية، وآل مبارك الصباح الکويتية.
.

## ولادته وسنواته الأولى
ولد مبارك بن علي في المبرز في الأحساء، ولم يعرف عام ولادته، إلا أنه كان في عام 1161 هـ صغيرًا تحت ولاية والدته بعد وفاة جده قاسم وأبيه علي، ومن المحتمل إنه ولد في العقد السادس من القرن الثاني عش الهجري، وقال الزركلي إنه ولد نحو 1150 هـ/ 1737 م، فنشأ يتيمًا.

## دراسته
درس العلوم الشرعية وحفظ القرآن، فأخذ عن عبد الرحمن بن حسين آل كثير في المبرز، وعلي بن مبارك آل غنام المالكي وغيرهما من علماء الأحسا، حتى برع في العلوم الشرعية من عقائد وفقه وتفسير وحديث وأصول، ومن علوم الآلة من نحو وصرف وبلاغة. وأفادته رحلاته للتحصيل أكثر.

قام برحلات إلى الحجاز واليمن والعراق وأخذ من علمائها ثم استقر في الهفوف. وفي اليمن التقى في زبيد بزين العابدين جمل الليل، وغيره من العماء في الحرمين.

## مهنته
رشّح من قبل محمد بن خليفة الحملي، للتعليم والإفتاء حوالي عام 1190 هـ/ 1776 م. وقد بني له مدرسة ومسجدًا ومنزلًا في النعاثل وأوقف عليهما أوقافاً مجزية. وجعلها في ذريته من بعده.

فأصبح إمامًا في التدريس والفتوى والقضاء ومرجعًا للعلماء، فتخرج عليه طلبة كثيرة.

## في الدرعية
عندما حدثت وقعة الرقيقة، جزء من وقعة الشيط في ذي القعدة من عام 1210 هـ / 1796م، نال مبارك بن علي شيء من أوارها. أن الأمير سعود بعدما دخل الأحساء قبل هذه السنة وعاد إلى الدرعية، رتب في الأحساء كعادته في سائر بلاد نجد رجالًا من تلاميذ محمد بن عبد الوهاب للشؤون الدينية ونشر المذهب السلفي، فلما خرج سعود أجمع بعض عامة على قتل هؤلاء التلاميذ والإداريين من جانب الدولة السعودية الأولى، فاعتبر سعود هذا نقضًا للعهد فسار إلى الأحساء. فحبس الشيخ مبارك في الدرعية بلا قيد مدة سنتين ونصف. وكان محل الظن بأنه وقف ضد الدعوة الوهابية، ومكث شيخ مبارك في الدرعية سنتين ونصف حبس إكرام، فلما أراد الرجوع إلى وطنه قدم فتح علي شاه إيران حاجًا ومعه علماء الجعفريين وطلب الشاه منهم المناظرة فحضره علماء الدرعية والشيخ مبارك والإمام سعود، فحصل البحث بينه وبين علماء الدرعية:
فبعد هذه القضية إذن له الإمام بالتوجه إلى أهله في الأحساء. 

## في العراق
في سنة 1213 وصل إليه كتاب من رئيس عشائر المنتفق حمود بن ثامر السعدون يشكو فيه «فشو الجهل والنتشار البدع بين البوادي في العراق ويطلب منه الانتقال إليه لنشر العلم والوقوف في وجه دعاة الضلال». فذهب إليها في عام 1213 م/ 1798 هـ مع أسرته. إلا أن إقامته فيها لم تجعل له صيتًا. 

## وفاته
توفي في حدود 1230 هـ/ 1815 م في إمارة المنتفق بإيالة بغداد العثمانية. أوصى أسرته قبل وفاته بثلاث وصايا: دفنه ليلًا وإخفاء قبره، تزويج ابنتيه شريفة وحبيبة بمن تقدم إليهما في حياته ورجوعهم إلى بلدهم الأحساء. 

## حياته الشخصية
عادوا أبناء مبارك من العراق بعد وفاته، واشتغلوا بالتدريس والشؤون الدينية وذاع صيتهم. من أولاده عبد الرحمن ومحمد وعبد اللطيف وإبراهيم وشريفة وحبيبة. 

## مؤلفاته
- هداية السلك إلى مذهب الإمام مالك، وهو مختصر في الفقه منتقى من مختصر خليل.
- تسهيل المسالك إلى هداية السالك
- إتحاف اللبيب باختصار الترغيب والترهيب للمنذري
- المنح والصلات فيما يقال بعد الصلوات
- إتحاف القوم بأذكار اليقظة والنوم
- خير اللفظ في أسباب الحفظ